# 丹凤门

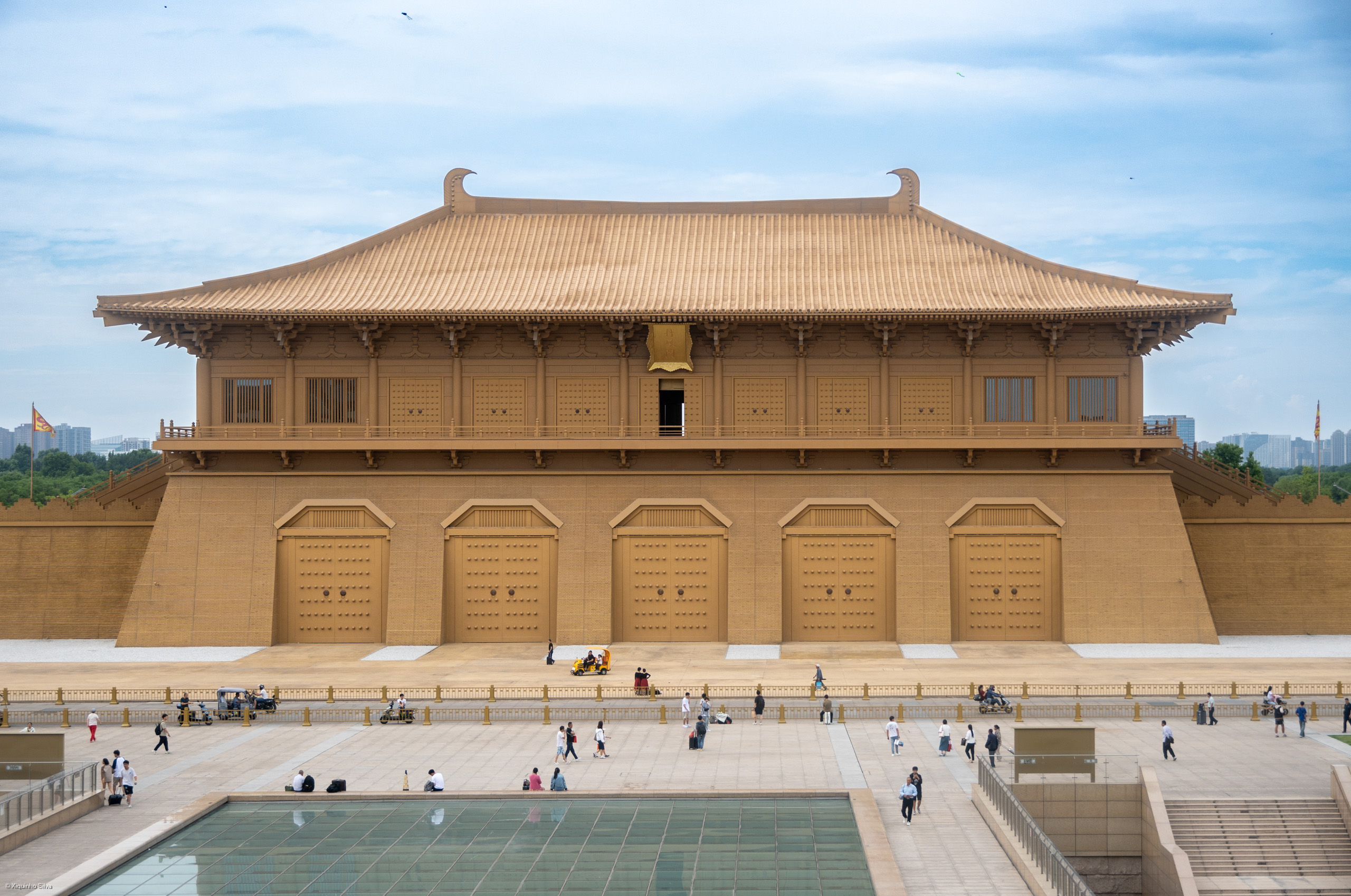
大明宫丹凤门（复原）

丹凤门是大明宫的正门，建成于公元646年。丹凤门也同时是是长安外郭城的北门。

## 历史

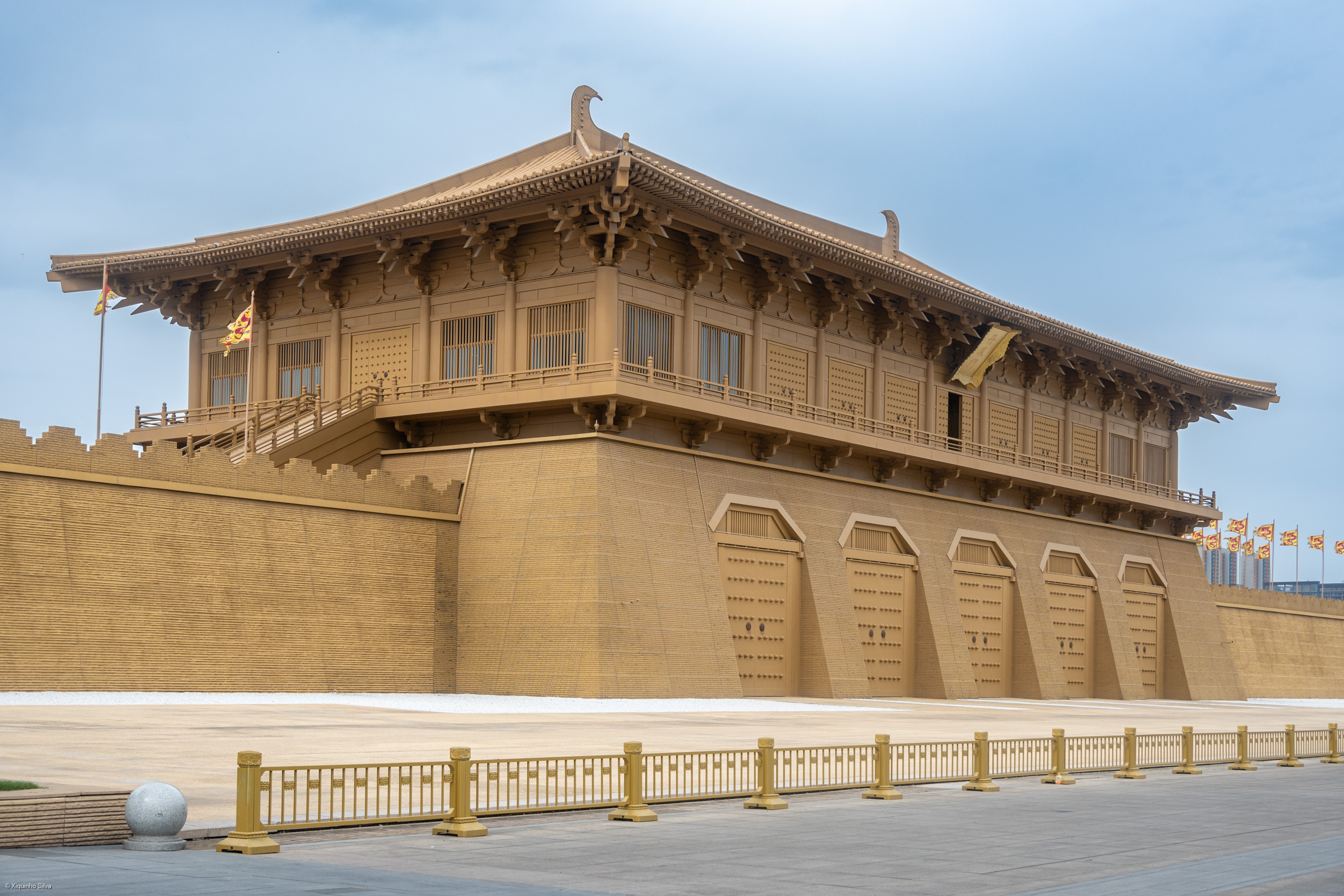
复原后的丹凤门

丹凤门外原有翊善、永昌两个坊，唐高宗龙朔年间，为了扩展丹凤门外的大街，将两个大坊辟成了4个小坊，形成了光宅、永昌、翊善、来庭4个坊。丹凤门外的大街宽约176米，是长安城中最宽的南北向街道。
丹凤门是宣赦的场所，代宗时期还在丹凤门举行了一次“大阅兵马”的大型阅兵仪式。
唐僖宗广明元年（880年）十二月十三日，黄巢在大明宫含元殿即皇帝位，然后登上丹凤楼，下赦书，国号大齐，改元金统。唐僖宗光启二年（886年）十二月，邠宁节度使朱玫挟持襄王李熅在大明宫伪立，叛軍将军王行瑜回长安杀死朱玫，赶跑襄王，京城除太极宫外，大明宫诸多建筑，都在这次祸乱中毁坏了。
从1957年开始，考古工作者先后对大明宫、丹凤门遗址进行了调查、勘探、发掘和保护。发掘结果表明，丹凤门的墩台用黄土夯筑而成，外砌砖壁，门址东西长74.5米，南北宽33米，占地约2,460平方米。丹凤门共开五个门道，门道各宽8.5米，门道之间的隔墙厚3.8米。

## 丹凤门遗址博物馆

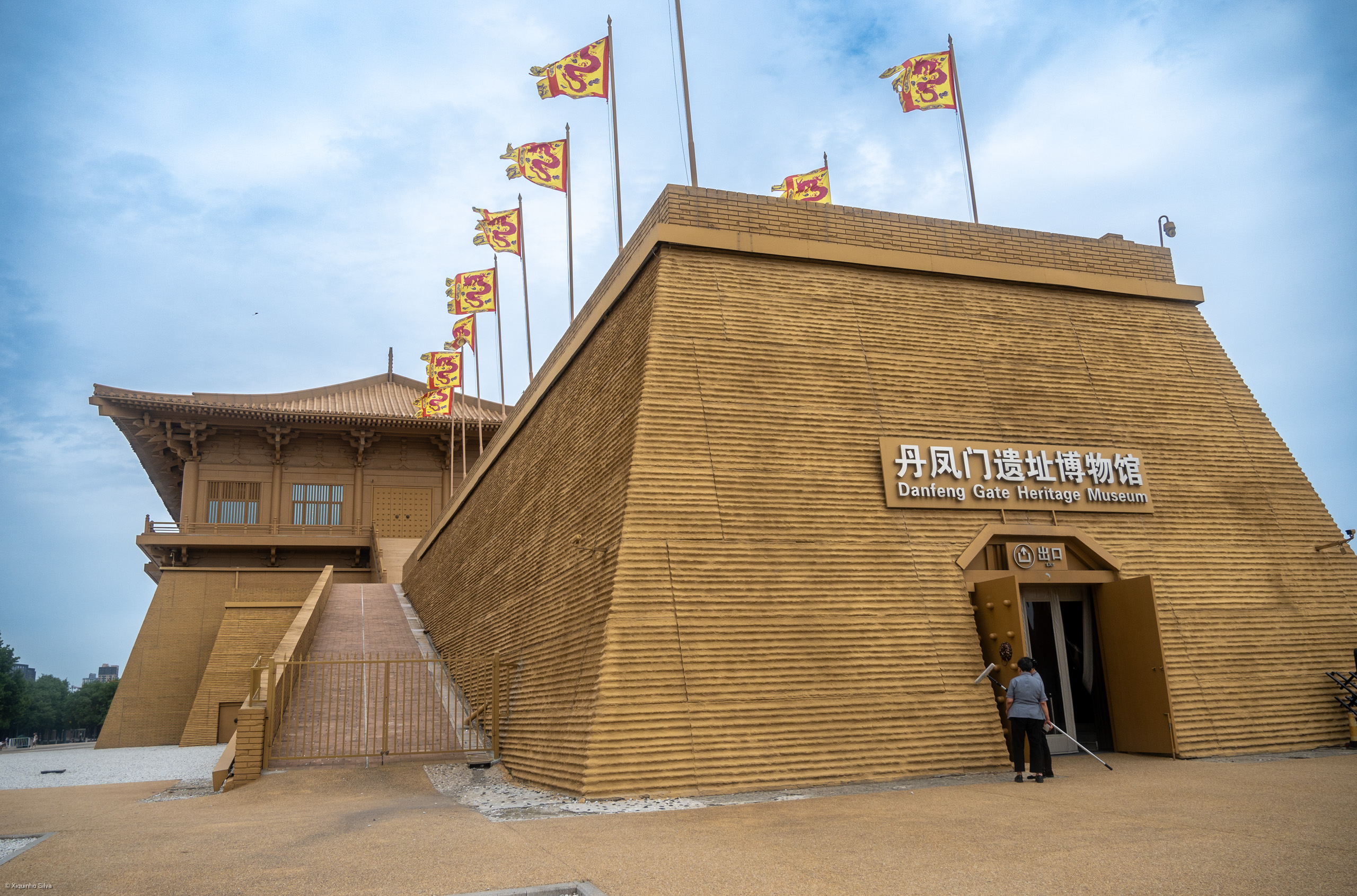
丹凤门遗址博物馆

2010年10月1日，丹凤门遗址博物馆随同大明宫遗址公园一起对公众正式开放。